# Championnats du monde de gymnastique aérobic 2014
Navigation
Sofia 2012 Incheon 2016
Les 13es championnats du monde de gymnastique aérobique ont lieu à Cancún au Mexique du 27 au 29 juin 2014.

## Podiums
| Épreuves                    | Or | Argent                                                                                | Bronze |
| --------------------------- | --- | ------------------------------------------------------------------------------------- | --- |
| Individuel                  | |                                                                                       | |
| Hommes résultats détaillés  | Josefath Veloz Velazquez (MEX) | Benjamin Garavel (FRA)                                                                | Daniel Bali (HUN) |
| Femmes résultats détaillés  | Lubov Gazov (AUT) | Oana Corina Constantin (ROU)                                                          | Aurélie Joly (FRA) |
| Groupes                     | |                                                                                       | |
| Couples résultats détaillés | Roumanie | France Benjamin Garavel Aurélie Joly                                                  | Russie |
| Trio résultats détaillés    | Roumanie | Chine                                                                                 | Corée du Sud |
| Groupes résultats détaillés | Roumanie | France Maxime Decker-Breitel Mathieu Deliers Jonathan Gajdane David Orta Aurélie Joly | Chine |
| Step résultats détaillés    | Chine | Russie                                                                                | France Clara Baraquet Mathieu Deliers Océane Ropital Gavin Jourdan Jonathan Gajdane Nicolas Garavel David Orta Laurena Giunipero |
| Danse résultats détaillés   | Russie | Chine                                                                                 | Corée du Sud |
| Equipes                     | |                                                                                       | |
| Equipes résultats détaillés | France Clara Baraquet Maxime Decker-Breitel Mathieu Deliers Laurena Giunipero Aurélie Joly Gavin Jourdan Jonathan Gajdane Benjamin Garavel Nicolas Garavel David Orta Océane Ropital | Roumanie                                                                              | Chine |

## Tableau des médailles
| Rang  | Nation       | Or | Argent | Bronze | Total |
| ----- | ------------ | -- | ------ | ------ | ----- |
| 1     | Roumanie     | 3  | 2      | 0      | 5     |
| 2     | France       | 1  | 3      | 2      | 6     |
| 3     | Chine        | 1  | 2      | 2      | 5     |
| 4     | Russie       | 1  | 1      | 1      | 3     |
| 5     | Autriche     | 1  | 0      | 0      | 1     |
| 5     | Mexique      | 1  | 0      | 0      | 1     |
| 7     | Corée du Sud | 0  | 0      | 2      | 2     |
| 8     | Hongrie      | 0  | 0      | 1      | 1     |
| TOTAL | TOTAL        | 8  | 8      | 8      | 24    |